# 남아프리카 공화국 여자 축구 국가대표팀
남아프리카 공화국 여자 축구 국가대표팀은 남아프리카 공화국을 대표하는 여자 축구 대표팀으로 남아프리카 공화국 축구 협회에서 관리한다. '바니아나 바니아나'라는 별칭으로 알려져 있는 아프리카 여자 축구 다크호스로 1993년 5월 30일 에스와티니와의 국제 경기 데뷔전에서 14-0의 대승을 거두었다.

## 국제 대회 경력

### FIFA 여자 월드컵
처음으로 출전한 2019년 대회 본선에서는 3전 전패의 처참한 성적으로 조별리그에서 탈락했으나 2023년 대회에서는 조별리그 최종전에서 강호 이탈리아를 꺾으며 남녀 대표팀을 통틀어 사상 첫 월드컵 16강 진출의 쾌거를 이뤄냈다.

### 아프리카 여자 네이션스컵
아프리카 여자 네이션스컵 본선 13번의 대회에 출전하여 5번의 대회에서 준우승을 차지하는 등 13번의 대회 중 11번의 대회에서 4강 이상의 성적을 거두었다. 하지만 한동안 아프리카 여자 축구 최강팀인 나이지리아의 독주에 밀려 단 한번도 우승컵을 들어올리지 못했다가 모로코에서 개최된 2022년 대회에서 개최국인 모로코를 누르고 사상 처음으로 아프리카 여자 네이션스컵 우승을 차지하면서 1996년 아프리카 네이션스컵에서 남자대표팀이 우승을 차지한 이후 26년만에 메이저 대회 정상에 등극했다.

### 하계 올림픽
올림픽 축구 본선에는 2번(2012년, 2016년) 출전했지만 2번의 대회에서 통산 2무 4패에 그치며 조별리그 탈락의 쓴잔을 마셨다.

### 올아프리카 게임
올아프리카 게임 축구 5번의 대회에 출전하여 은메달 2개(2003년, 2007년)를 따냈지만 역시 이 대회에서조차도 나이지리아의 독주에 밀려 금메달 획득에 실패하고 있다.

## 기타 국제 대회 경력
키프로스컵에는 7번 출전하여 2009년과 2018년 대회에서 6위에 이름을 올리면서 세계 대회에서의 역대 최고 성적을 거두었다.

## 성적

### FIFA 여자 월드컵
| FIFA 여자 월드컵 기록 | FIFA 여자 월드컵 기록 | FIFA 여자 월드컵 기록 | FIFA 여자 월드컵 기록 | FIFA 여자 월드컵 기록 | FIFA 여자 월드컵 기록 | FIFA 여자 월드컵 기록 | FIFA 여자 월드컵 기록 | FIFA 여자 월드컵 기록 | FIFA 여자 월드컵 기록 |
| 년도                  | 결과                  | Pld                   | W                     | D*                    | L                     | GF                    | GA                    | GD                    |                       |
| --------------------- | --------------------- | --------------------- | --------------------- | --------------------- | --------------------- | --------------------- | --------------------- | --------------------- | --------------------- |
| 1991                  | 참가 금지             | 참가 금지             | 참가 금지             | 참가 금지             | 참가 금지             | 참가 금지             | 참가 금지             | 참가 금지             |                       |
| 1995                  | 지역 예선 탈락        | 지역 예선 탈락        | 지역 예선 탈락        | 지역 예선 탈락        | 지역 예선 탈락        | 지역 예선 탈락        | 지역 예선 탈락        | 지역 예선 탈락        |                       |
| 1999                  | 지역 예선 탈락        | 지역 예선 탈락        | 지역 예선 탈락        | 지역 예선 탈락        | 지역 예선 탈락        | 지역 예선 탈락        | 지역 예선 탈락        | 지역 예선 탈락        |                       |
| 2003                  | 지역 예선 탈락        | 지역 예선 탈락        | 지역 예선 탈락        | 지역 예선 탈락        | 지역 예선 탈락        | 지역 예선 탈락        | 지역 예선 탈락        | 지역 예선 탈락        |                       |
| 2007                  | 지역 예선 탈락        | 지역 예선 탈락        | 지역 예선 탈락        | 지역 예선 탈락        | 지역 예선 탈락        | 지역 예선 탈락        | 지역 예선 탈락        | 지역 예선 탈락        |                       |
| 2011                  | 지역 예선 탈락        | 지역 예선 탈락        | 지역 예선 탈락        | 지역 예선 탈락        | 지역 예선 탈락        | 지역 예선 탈락        | 지역 예선 탈락        | 지역 예선 탈락        |                       |
| 2015                  | 지역 예선 탈락        | 지역 예선 탈락        | 지역 예선 탈락        | 지역 예선 탈락        | 지역 예선 탈락        | 지역 예선 탈락        | 지역 예선 탈락        | 지역 예선 탈락        |                       |
| 2019                  | 조별 리그             | 3                     | 0                     | 0                     | 3                     | 1                     | 8                     | −7                    |                       |
| 2023                  | 16강                  | 4                     | 1                     | 1                     | 2                     | 6                     | 8                     | -2                    |                       |
| Total                 | 2/9                   | 7                     | 1                     | 1                     | 5                     | 7                     | 16                    | −9                    |                       |

*Draws include knockout matches decided on penalty kicks.
| FIFA 여자 월드컵 역사 | FIFA 여자 월드컵 역사 | FIFA 여자 월드컵 역사 | FIFA 여자 월드컵 역사 | FIFA 여자 월드컵 역사 | FIFA 여자 월드컵 역사                   |
| Year                  | Round                 | Date                  | Opponent              | Result                | Stadium                                 |
| --------------------- | --------------------- | --------------------- | --------------------- | --------------------- | --------------------------------------- |
| 2019                  | Group stage           | 8 June                | 스페인                | L 1–3                 | Stade Océane, Le Havre                  |
| 2019                  | Group stage           | 13 June               | 중화인민공화국        | L 0–1                 | Parc des Princes, Paris                 |
| 2019                  | Group stage           | 17 June               | 독일                  | L 0–4                 | Stade de la Mosson, Montpellier         |
| 2023                  | Group Stage           | 23 July               | 스웨덴                | L 1–2                 | Wellington Regional Stadium, Wellington |
| 2023                  | Group Stage           | 28 July               | 아르헨티나            | D 2–2                 | Forsyth Barr Stadium, Dunedin           |
| 2023                  | Group Stage           | 2 August              | 이탈리아              | W 3–2                 | Wellington Regional Stadium, Wellington |
| 2023                  | Round of 16           | 2 August              | 네덜란드              | L 0–2                 | Sydney Football Stadium, Sydney         |

### 올림픽 축구
- 1996년: 예선 탈락
- 2000년: 예선 탈락
- 2004년: 예선 탈락
- 2008년: 예선 탈락
- 2012년: 조별 예선
- 2016년: 조별 예선
- 2020년: 예선 탈락

### 아프리카 여자 네이션스컵
- 1991년: 출전 금지
- 1995년: 준우승
- 1998년: 조별 예선
- 2000년: 준우승
- 2002년: 4위
- 2004년: 조별 예선
- 2006년: 3위
- 2008년: 준우승
- 2010년: 3위
- 2012년: 준우승
- 2014년: 4위
- 2016년: 4위
- 2018년: 준우승
- 2022년: 우승

## 같이 보기
- 남아프리카 공화국 축구 국가대표팀